# Воден (Айова)
Воден (англ. Woden) — місто (англ. city) в США, в окрузі Генкок штату Айова. Населення — 188 осіб (2020).

## Географія
Воден розташований за координатами 43°13′51″ пн. ш. 93°54′41″ зх. д. / 43.23083° пн. ш. 93.91139° зх. д. (43.230788, -93.911424).  За даними Бюро перепису населення США в 2010 році місто мало площу 1,10 км², уся площа — суходіл.

## Демографія
Згідно з переписом 2010 року, у місті мешкало 229 осіб у 106 домогосподарствах у складі 62 родин. Густота населення становила 209 осіб/км².  Було 122 помешкання (111/км²).
Расовий склад населення:
| - 96,1 % — білих - 0,4 % — корінних американців - 2,6 % — осіб інших рас |

До двох чи більше рас належало 0,9 %. Частка іспаномовних становила 5,2 % від усіх жителів.
За віковим діапазоном населення розподілялося таким чином: 23,1 % — особи молодші 18 років, 51,1 % — особи у віці 18—64 років, 25,8 % — особи у віці 65 років та старші. Медіана віку мешканця становила 40,3 року. На 100 осіб жіночої статі у місті припадало 100,9 чоловіків;  на 100 жінок у віці від 18 років та старших — 95,6 чоловіків також старших 18 років.
Середній дохід на одне домашнє господарство  становив 49 896 доларів США (медіана — 40 417), а середній дохід на одну сім'ю — 49 641 долар (медіана — 36 042). Медіана доходів становила 43 125 доларів для чоловіків та 26 250 доларів для жінок. За межею бідності перебувало 21,8 % осіб, у тому числі 40,0 % дітей у віці до 18 років та 8,9 % осіб у віці 65 років та старших.
Цивільне працевлаштоване населення становило 147 осіб. Основні галузі зайнятості: виробництво — 39,5 %, науковці, спеціалісти, менеджери — 10,9 %, транспорт — 9,5 %, роздрібна торгівля — 8,8 %.